# Leopolda
Leopolda nebo též Leopoldina je ženské křestní jméno německého původu. Jde o ženskou podobu křestního jména Leopold, které vzniklo ze slov leute (lidé) a bald (smělý, rychlý). Svátek slaví dne 15. listopadu, společně se jménem Leopold.
V roce 2014 žilo na světě přibližně 4 131 nositelek jména Leopolda, z toho nejvíce v Mexiku. V Evropě žije nejvíce nositelek tohoto jména v Itálii, Slovinsku a Česku. Jméno Leopoldina je podstatně četnější, v roce 2014 žilo na světě přibližně 46 365 nositelek, z toho nejvíce v Angole, kde jde o 346. nejčastější jméno. V Evropě je toto jméno nejčetnější ve Slovinsku a Portugalsku.
K roku 2016 žilo v Česku celkem 89 nositelek jména Leopolda, jejichž průměrný věk byl 78 let. Toto jméno se již mezi novorozenými dívkami vůbec nevyskytuje. Nejvíce nositelek se narodilo ve 30. a 40. letech 20. století, nejmladší z nich v roce 1971. U jména Leopoldina je průměrný věk ještě vyšší (81 let), ovšem nejmladší nositelka se narodila později, v roce 1990.

## Domácké podoby
Mezi domácké podoby křestního jména Leopolda patří Lea, Polďa, Poldinka, Leuška, Poldina a Polduška.

## Známé osobnosti
- Leopoldina Marie Anhaltsko-Desavská – braniborsko-schwedtská hraběnka
- Leopoldina Bádenská – bádenská šlechtična
- Leopoldine Blahetka – rakouská hudební skladatelka
- Leopoldina Brazilská – brazilská šlechtična
- Leopolda Dostalová – česká herečka
- Marie Leopoldina Esterházyová – uherská šlechtična a filantropka
- Leopoldine Gaigg – německá filoložka
- Marie Leopoldina Habsbursko-Lotrinská – portugalská královna a brazilská císařovna
- Leopolda Hanusová – česká operní pěvkyně
- Leopoldine Hladiková – česká básnířka
- Leopoldina Hrubantová – česká filoložka
- Leopoldina Kosová – slovinská politička a pedagožka
- Leopolda Leskovcová – slovinská básnířka
- Leopoldina Mekinová – slovinská aktivistka
- Leopoldina Naudet – italská řeholnice
- Leopoldina Nováková – česká beletristka
- Leopoldina Ortová – česká herečka
- Leopoldine Pelzl – rakouská historička
- Leopolda Pölzelbauerová – česká spisovatelka, pedagožka a překladatelka
- Leopolda Přerostová – česká bibliografka
- Marie Leopoldina Rakouská-d'Este – rakouská arcivévodkyně a bavorská kurfiřtka
- Leopoldina Rottová – slovinská spisovatelka
- Leopolda Svobodová-Hanusová – česká operní pěvkyně
- Marie Leopoldina ze Šternberka – lichtenštejnská kněžna
- Leopoldina Thunová – česká šlechtična
- Marie Leopoldina Tyrolská – císařovna Svaté říše římské
- Leopoldine Wittgenstein – manželka továrníka Karla Wittgensteina
- Leopoldina Zahlová – česká pedagožka